# 北欧特許庁
北欧特許庁（ほくおうとっきょちょう、英: Nordic Patent Institute, NPI）は、デンマーク、アイスランド、ノルウェーによって設立された特許に関する国際機関である。北欧特許機構（ほくおうとっきょきこう）とも呼ばれる。

## 概要
北欧特許庁設立協定（Agreement on the Establishing of the Nordic Patent Institute）に基づいて設立された地域特許庁で、2008年1月1日に業務を開始した。本部は、デンマークのターストラップ（Taastrup）（デンマーク特許商標庁の所在地）。
現在は、デンマーク、アイスランド、ノルウェーの3か国の特許庁が特許協力条約のもとで受理した国際出願についての国際調査機関、国際予備審査機関として業務や、新規性・進歩性についての調査業務を行っている。ただし、欧州特許庁などの地域特許庁と異なり、（特許協力条約による国際出願でない）地域内の出願の受け付けや特許審査の業務は行っておらず、国際出願の受理も行っていない。また、商標に関する業務も行っていない。